# Tibul
Tibul/Albius Tibullus (52 î.e.n.- d. 19 î.e.n.) a fost un poet elegiac latin. Poeziile sale prezintă un temperament melancolic înclinat spre confesiune și analiză a stărilor intime, cu o iubire aproape religioasă pentru natură.